# Rogal (góra)
Rogal (niem. Lāttig-Berg) – szczyt ok. 639 m n.p.m. w południowo-zachodniej Polsce, w Sudetach Środkowych, w Górach Stołowych, w paśmie Zaworów.
Góra położona jest w północno-wschodniej części Zaworów, w grzbiecie o przebiegu południkowym, który na południu łączy się z Mieroszowskimi Ścianami, a na północy z Dziobem.
Masyw zbudowany jest z górnokredowych (cenoman-turon) piaskowców i mułowców. Niższe partie zboczy od wschodu i zachodu zbudowane są z piaskowców arkozowych triasowych (pstry piaskowiec) barwy czerwonej z wkładkami iłołupków. U podnóża, z południowo-wschodniej strony, przy drodze z Mieroszowa do Zdoňova, znajduje się nieczynny kamieniołom czerwonych piaskowców triasowych.
Cały masyw porośnięty lasem świerkowym, a właściwie monokulturą świerkową z niewielkimi płatami buczyny.